# Église Saint-Léger de Billy-sur-Aisne
L'église Saint-Léger est une église située à Billy-sur-Aisne, en France.

## Localisation
L'église est située sur la commune de Billy-sur-Aisne, dans le département de l'Aisne.

## Historique
Le monument est inscrit au titre des monuments historiques en 1927.